# Simulação anatômica

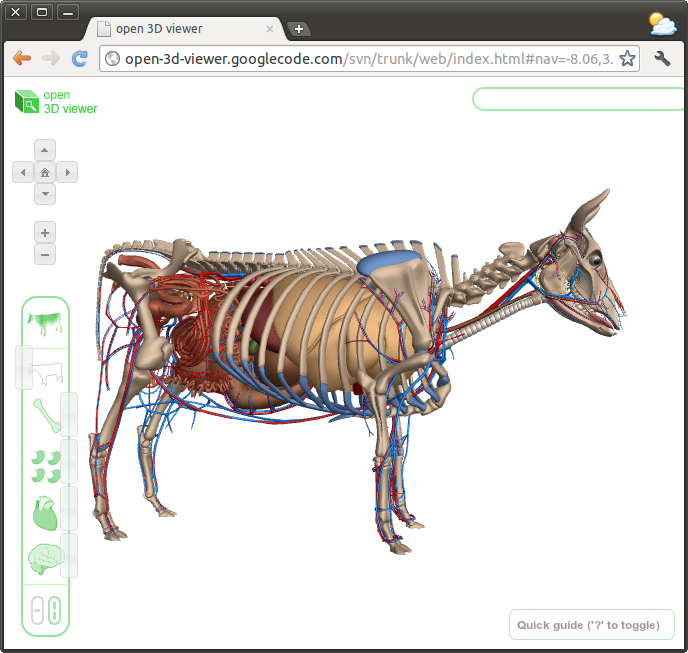
O Zygote Body é um exemplo de simulador anatômico capaz de exibir não apenas modelos humanos, mas também de outras espécies animais.

A simulação anatômica consiste na utilização de modelos de anatomia que podem ser visualizados através de vídeos, bancos de dados de imagens ou mesmo em computador, seja através de um programa ou de um website. Em geral tais simuladores têm um objetivo pedagógico, auxiliando no ensino da medicina, assim como é o caso dos simuladores médicos.